# فرمول‌بندی متغیر جهانی
در مکانیک مداری، فرمول‌بندی متغیر جهانی روشی است که برای حل مسئله کپلر دو جسم استفاده می‌شود. این روش شکلی کلی از معادله کپلر است که نه تنها آن را برای مدارهای بیضوی، بلکه برای مدارهای سهموی و هذلولی نیز بسط می‌دهد، بنابراین برای بسیاری از موقعیت‌های منظومه شمسی که در آن مدارهایی با خروج از مرکز بسیار متفاوت وجود دارد، قابل استفاده است.